# Абхазские княжества

Карта Абхазии

Список Абхазских княжеств с указанием периода существования княжества, названием столицы на русском и абхазском языках:
| Название            | рус. Столица          | абх. Столица         | Годы существования   |
| ------------------- | --------------------- | -------------------- | -------------------- |
| Санигия             | Цандрипш              | Цандрыҧшь            | I век н. э. — VI век |
| Абазгия             | Анакопия (Но́вый Афо́н) | Анаҟәаԥиа (Афон Ҿыц) | I век н. э. — 786    |
| Апсилия (Цебельда)  | Себастополис (Сухум)  | Аҟәа                 | I век н. э. — 730-е  |
| Мисиминия           | Цахар                 |                      | I век н. э. — 730-е  |
| Абхазское княжество | Не известно           | -                    | 1462 — 1864          |